# Місто-герой України
«Мі́сто-геро́й Украї́ни» — почесна відзнака, встановлена Президентом України 6 березня 2022 року для відзначення подвигу, масового героїзму та стійкості громадян, виявлених у захисті своїх міст під час відсічі збройної агресії Російської Федерації проти України.
В Указі Президента України № 111/2022 наголошується, що мета цього рішення — вшанувати «подвиг, масовий героїзм та стійкість громадян, виявлені у захисті своїх міст під час відсічі збройної агресії Російської Федерації проти України». Коментуючи це рішення, Президент Зеленський зазначив, що нове звання нагадує про колишнє звання міста-героя, яке було засноване в СРСР і присвоювалося за відзнаку у Другій світовій війні: тодішні міста-герої, за словами Зеленського, вистояли перед «іншою навалою, але дуже схожою навалою. Іншим вторгненням, але не менш жорстоким вторгненням».
Станом на червень 2022 відзнакою нагороджені 10 українських міст.

## Список міст-героїв
Почесною відзнакою нагороджені:
- 6 березня 2022 року з метою відзначення подвигу, масового героїзму та стійкості громадян, виявлених у захисті своїх міст під час відсічі збройної агресії Російської Федерації проти України:[1][2]
  - Волноваха,
  - Гостомель,
  - Маріуполь,
  - Харків,
  - Херсон,
  - Чернігів.
- 24 березня 2022 року з метою відзначення подвигу, масового героїзму та стійкості громадян, виявлених у захисті своїх міст під час відсічі збройної агресії Російської Федерації проти України:[3]
  - Буча,
  - Ірпінь,
  - Миколаїв,
  - Охтирка.

## Атрибути відзнаки

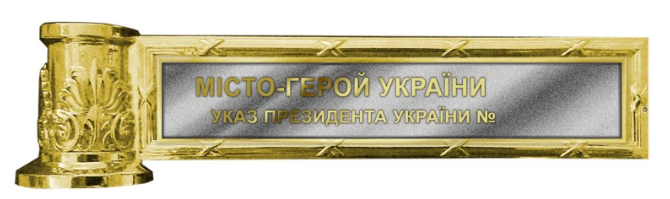
Атрибут почесної відзнаки «Місто-герой України»

Місту, якому присвоєно почесну відзнаку, вручаються атрибути відзнаки — основа верхівки древка прапора міського населеного пункту та стрічка почесної відзнаки.
Основа верхівки древка виготовляється зі сплавів міді з гальванічним покриттям у формі циліндра, прикрашеного рельєфним рослинним орнаментом з припаяною до нього прямокутною пластиною. На пластині рельєфні написи: «МІСТО-ГЕРОЙ УКРАЇНИ ________________________» і «УКАЗ ПРЕЗИДЕНТА УКРАЇНИ № _________».
Висота циліндра 44 мм, діаметр — 39 мм. Ширина пластини 36 мм, довжина — 144 мм.
Стрічка почесної відзнаки шовкова муарова, зі смужками синього і жовтого кольорів. Ширина стрічки 28 мм, ширина кожної смужки 14 мм. Довжина стрічки 2500 мм. Кінці стрічки прикрашено золотавими китицями.
Основа верхівки древка розміщується на древку прапора міського населеного пункту між полотнищем і верхівкою, стрічка почесної відзнаки кріпиться нижче.
Прапор міського населеного пункту з почесною відзнакою розміщується на видному місці у залі засідань міської (селищної) ради або у робочому кабінеті міського (селищного) голови.